# Ouro Verde do Oeste
Ouro Verde do Oeste este un oraș în Paraná (PR), Brazilia.